# Khadoudja
 (mai 2011).
Si vous disposez d'ouvrages ou d'articles de référence ou si vous connaissez des sites web de qualité traitant du thème abordé ici, merci de compléter l'article en donnant les références utiles à sa vérifiabilité et en les liant à la section « Notes et références ».
Khadoudja est un opéra ou drame lyrique en deux actes, pour quatre voix solistes, chœur de coulisses et orchestre symphonique de Roger Jénoc, sur un texte versifié de Emile Roudié. Les deux actes se subdivisent en 7 scènes. Cet opéra a été créé sur la scène du Nouveau Théâtre, à Paris, en 1926. Sa durée d'exécution est de 75 minutes environ.

## Personnages
- Khadoudja, jeune épouse de Saad : soprano lyrique
- Fathma, amie et confidente de Khadoudja : mezzo-soprano
- Ahmed, jeune prince du désert : ténor
- Saad, prince du désert, homme d'âge mûr, aveugle ; époux de Khadoudja : baryton

## Argument
L'action se passe dans l'oasis de Bou Saâda (Algérie), à une époque indéterminée, au crépuscule. 
Acte I, scène 1 : Saad, homme d'âge mûr, aveugle, se dirige vers sa tente, appuyé sur la douce épaule de sa jeune épouse Khadoudja. Cette dernière est pleine d'admiration pour son mari, pour la splendeur passée que Saad représente, et qu'elle découvrit émerveillée, encore enfant, lorsque celui-ci participait brillamment aux jeux et autres fantasias du désert ... Mais l'aime-t-elle vraiment ?...
Cet époux vieillissant est-il encore à même de combler les attentes de sa jeune femme? Khadoudja, après avoir versé dans la jatte le lait du soir, frémit en y voyant le reflet rouge du soleil couchant. Elle croit y voir alors du sang, comme dans son cauchemar de la nuit précédente, qui évoquait une mort imminente. 
Saad essaie de la rassurer avec tendresse ; Khadoudja s'éloigne, et se met à chanter tristement en filant son écheveau de laine.
Saad, resté seul, médite dans un sublime monologue, sur l'obscurité tombante de la nuit, qui lui permet d'égaler les autres hommes, et de rêver aux splendeurs premières du jour. Il se dirige sous la tente...
Khadoudja à son tour, chante alors une étrange et triste chanson : Sous les Trois Pierres du Tombeau. 
Scène 2 : Sur un thème brillant et virevoltant apparaît alors la confidente de Khadoudja: Fathma. Plus âgée, rusée, elle tente son amie, évoquant la beauté du jeune Ahmed. 
On comprend vite que Khadoudja - même si elle s'en défend - l'avait déjà remarqué... Khadoudja, malgré ses réticences, offre à Fathma un de ses colliers, pour sceller leur entente : Ahmed pourra venir dès ce soir retrouver Khadoudja.
Scène 3 : Khadoudja se dirige vers Saad qui a entendu la voix de Fathma ; menaçant, il exige de son épouse de ne plus la voir.
Semblant obéir, Khadoudja accepte. Elle guide son époux vers la couche prête : « La fatigue vient vite, à cheval sur les ans ! » commente Saad. Il s'endort bientôt, Khadoudja craint que les battements de son cœur affolé n'éveillent son époux. Elle sort précipitamment de la tente, pour retrouver Ahmed qui l'appelle dans un souffle.
Scène 4 : Duo d'amour de Khadoudja & Ahmed. Sont-ce des retrouvailles ? est-ce une découverte l'un de l'autre ? L'amour chante dans leur cœur, et un désir impétueux les emporte. Ils s'éloignent dans le désert...
Fin de l'acte I.
Acte II  le rideau se lève sur le même décor qu'au premier acte; c'est la nuit. 
Scène 5 : Une nuit de tempête. Le Simoun souffle. Saad s'éveille. Il cherche désespérément Khadoudja; il croit entendre des voix fantomatiques qui se mêlent aux cris du vent.
Son angoisse le fait délirer: il imagine Khadoudja enlevée par des voleurs, et se sent impuissant à les combattre. A tâtons, il rejoint l'intérieur de la tente, la tempête se calme...
Scène 6 :Ahmed et Khadoudja reviennent mutuellement fascinés et ravis. Les adieux sont cependant discrets et brefs: Khadoudja craint les soupçons de Saad.
Scène 7 : Telle la statue du commandeur, Saad terrible s'est dressé devant Khadoudja. Cette dernière essaie de le calmer. Mais Saad en posant ses mains sur le corps frémissant de Khadoudja comprend que celui-ci a été souillé par un autre homme. Khadoudja tente désespérément de convaincre Saad de la laisser vivre : « Qui guiderait tes pas (...) je suis ton seul bonheur ! »
Alors Saad ivre de colère et de chagrin cherche l'emplacement du cœur de sa jeune épouse et la poignarde, préférant rester seul dans sa nuit éternelle.

## Chronologie des représentations
Khadoudja n'a plus été jouée sur une scène lyrique depuis 1967 à l'Opéra de Montpellier. Partition relativement courte, elle était alors régulièrement couplée à une autre œuvre qu'elle soit lyrique ou de ballet, comme il était courant à l'époque.
Cependant, Khadoudja connut jusqu'à ce moment-là une carrière plutôt riche; après sa création parisienne, nombre de scènes lyriques françaises ont accueilli cette « Fille du Désert » (sous-titre de la partition) : avant la création officielle parisienne, saluée alors par la critique, la partition a été jouée en avant-première au Grand-Théâtre de Cherbourg (1924). Après Paris, en 1926, c'est au tour du Casino de Royan d'entendre cette œuvre. Monaco - Beausoleil, tout comme Cognac l'accueillent en 1929.
En 1930, le Théâtre municipal de Tunis découvre Khadoudja(Roger Jénoc en est alors "Premier Chef invité" ). Une reprise est effectuée dans ce même théâtre en 1931. Toujours en Afrique du Nord, en 1935, Oran entend cet opéra.
Après la Seconde Guerre mondiale, outre Clermont-Ferrand, Besançon et Béziers, la musique de  Khadoudja résonne au Théâtre Graslin de Nantes (1946). Janvier 1947 : Grand Théâtre d'Angers, puis en avril de la même année : Le Mans. Après une reprise à Cherbourg (1955), après Tourcoing en décembre 1956, l'opéra de Toulon accueille Khadoudja. Le Grand Théâtre de Tours en 1960, et l'Opéra de Montpellier en 1967 complètent ce tableau.

## Interprètes notables
Au fil des papiers griffonnés par le compositeur, on croise les noms parfois prestigieux qui ont fait chanter les notes de Khadoudja, comme Marthe Nespoulous ou Germaine Feraldy.
On y trouve aussi les noms de grands barytons qui ont incarné Saad : Louis Dufranne et Guy Grinda.

## De l'édition
Aucun enregistrement discographique n'est pour l'heure accessible.
Si nombre d’œuvres de Roger Jénoc se trouvent facilement, éditées entre autres chez Eschig, il ne semble pas en être de même pour Khadoudja ; matériel d'orchestre complet ainsi que conducteur sont manuscrits et la propriété de la famille. Roger Jénoc est déclaré à la SACEM. Une partition chant / piano a été éditée chez Maurice Senard.
Une reprise de cet ouvrage a eu lieu le mercredi 6 juillet 2011, au Théâtre de La Colonne à Miramas, avec Norbert Dol, Rosemonde Bruno...
Orchestre Symphonique Les Orchestructibles, dir. Marc Jénoc.